# Viscondado de Ventadour
O Viscondado de Ventadour era um território do Bas-Limousin (atual Corrèze) que compreendia as regiões de Ussel, Meymac e Egletons.
Formou-se apenas em 1040, pela partilha do Viscondado de Comborn, em benefício de Ebles, filho de Arquibaldo II. Vendator levantava-se sobre o Auvergne. Castelos-fortes magníficos e impenetráveis asseguravam a segurança destes estados feudais.
As ruínas destes castelos ainda se erguem em Ventadour, Comborn e Turenne e testemunham o poder de seus donos e a brutalidade das guerras feudais. Pode-se ainda citar os castelos de Ségur-le-Château, Pompadour, Gimel, Malemort-sur-Corrèze.

Brasão dos Ventadour